# 梶淳
梶 淳（かじ あつし、1967年2月21日 - ）は、日本のプロデューサー、現在はテレビ朝日総合ビジネス局所属。静岡県出身。
スーパー戦隊シリーズ・メタルヒーローシリーズ・平成仮面ライダーシリーズなどの特撮作品、『ドラえもん』『クレヨンしんちゃん』などのアニメ作品などでプロデューサーを務めた。

## 来歴・人物
静岡県立浜松北高等学校、神戸大学教育学部を経て1989年にテレビ朝日に入社。ワイドショーの現場を経験した後、入社2年目にドラマ部門へ異動し、梶もシリーズ街で助監督を務めたが、同年で同枠が終了したため、テレビ朝日の宇都宮恭三の下につき念願であった子供番組の制作に携わる。同年、宇都宮や東映の鈴木武幸、堀長文といったベテランの補佐という形ではあるが『鳥人戦隊ジェットマン』『特救指令ソルブレイン』のプロデューサーを担当。1992年度作品からは、宇都宮の定年退職に伴い、局側のチーフプロデューサーに就任。
その後、梶は1996年の『激走戦隊カーレンジャー』『ビーファイターカブト』の中途で特撮作品を一時離れた後、2005年の平成仮面ライダーシリーズ『仮面ライダー響鬼』より復帰し、2009年の『仮面ライダーディケイド』終盤まで連続して携わった。また『仮面ライダーW』の立ち上げまで関わり、制作発表では本井健吾プロデューサーに代わり局側の代表者として出席している。
梶が携わったその他の参加作品としては『ドラえもん のび太のねじ巻き都市冒険記』などの『ドラえもん』の映画作品、『わたしのグランパ』、『まもって守護月天!』など、多数ある。2005年にリニューアルしたテレビシリーズ『ドラえもん』のプロデューサーも務め、2007年からは『クレヨンしんちゃん』へと移動した。コンテンツビジネス事業部ではプロデューサー業から離れていたが、2016年時点で総合ビジネス局に所属し『仮面ライダーアマゾンズ』などのプロデュースを手がけた。
2010年から2011年には東京芸術大学大学院映像研究科の非常勤講師を務めた。

## 作品リスト

### テレビアニメ
- 機動新世紀ガンダムX
- 地獄先生ぬ〜べ〜
- 忍ペンまん丸
- 遊☆戯☆王
- まもって守護月天!
- あたしンち
- 釣りバカ日誌（途中から）
- ドラえもん（2005年 - 2006年まで）
- ガイキング LEGEND OF DAIKU-MARYU
- 祝!（ハピ☆ラキ）ビックリマン
- はたらキッズ マイハム組
- クレヨンしんちゃん（2007年から2009年7月31日まで）
- 新世界より

### 映画
- ドラえもん のび太のねじ巻き都市冒険記
- ドラえもん のび太の南海大冒険
- ドラえもん のび太の宇宙漂流記
- ドラえもん のび太とロボット王国
- ドラえもん のび太とふしぎ風使い
- わたしのグランパ
- 銀のエンゼル

### 特撮
- スーパー戦隊シリーズ
  - 地球戦隊ファイブマン（第38話より。クレジット表記なし）[2]
  - 鳥人戦隊ジェットマン
  - 恐竜戦隊ジュウレンジャー（第34話より）
  - 五星戦隊ダイレンジャー
  - 忍者戦隊カクレンジャー
  - 超力戦隊オーレンジャー
  - 激走戦隊カーレンジャー（第21話まで）
- メタルヒーローシリーズ
  - 特警ウインスペクター（終盤より。クレジット表記なし）[2]
  - 特救指令ソルブレイン
  - 特捜エクシードラフト（第35話より）
  - 特捜ロボ ジャンパーソン
  - ブルースワット
  - 重甲ビーファイター
  - ビーファイターカブト（第20話まで)
- 仮面ライダーシリーズ
  - 仮面ライダー響鬼
  - 仮面ライダーカブト
  - 仮面ライダー電王
  - 仮面ライダーキバ
  - 仮面ライダーディケイド（第27話まで）
  - 仮面ライダーG
  - 仮面ライダーアマゾンズ
  - 仮面戦隊ゴライダー

## 著書
- アイデアにセンスはいらない（ダイヤモンド社、2014年、ISBN 978-4478026403）